# Thaumatopsis nortella
Thaumatopsis nortella là một loài bướm đêm trong họ Crambidae.